# ماتس اريكسون
ماتس اريكسون هو متزحلق جبال الألب سويدي، ولد في 20 سبتمبر 1964 في ستوكهولم في السويد.

## وصلات خارجية
- ماتس اريكسون على موقع الاتحاد الدولي للتزلج (التزلج على المنحدرات الثلجية) (الإنجليزية)
- ماتس اريكسون على موقع أوليمبيديا (الإنجليزية)
- ماتس اريكسون على موقع اللجنة الأولمبية السويدية (السويدية)